# Diane Hoh

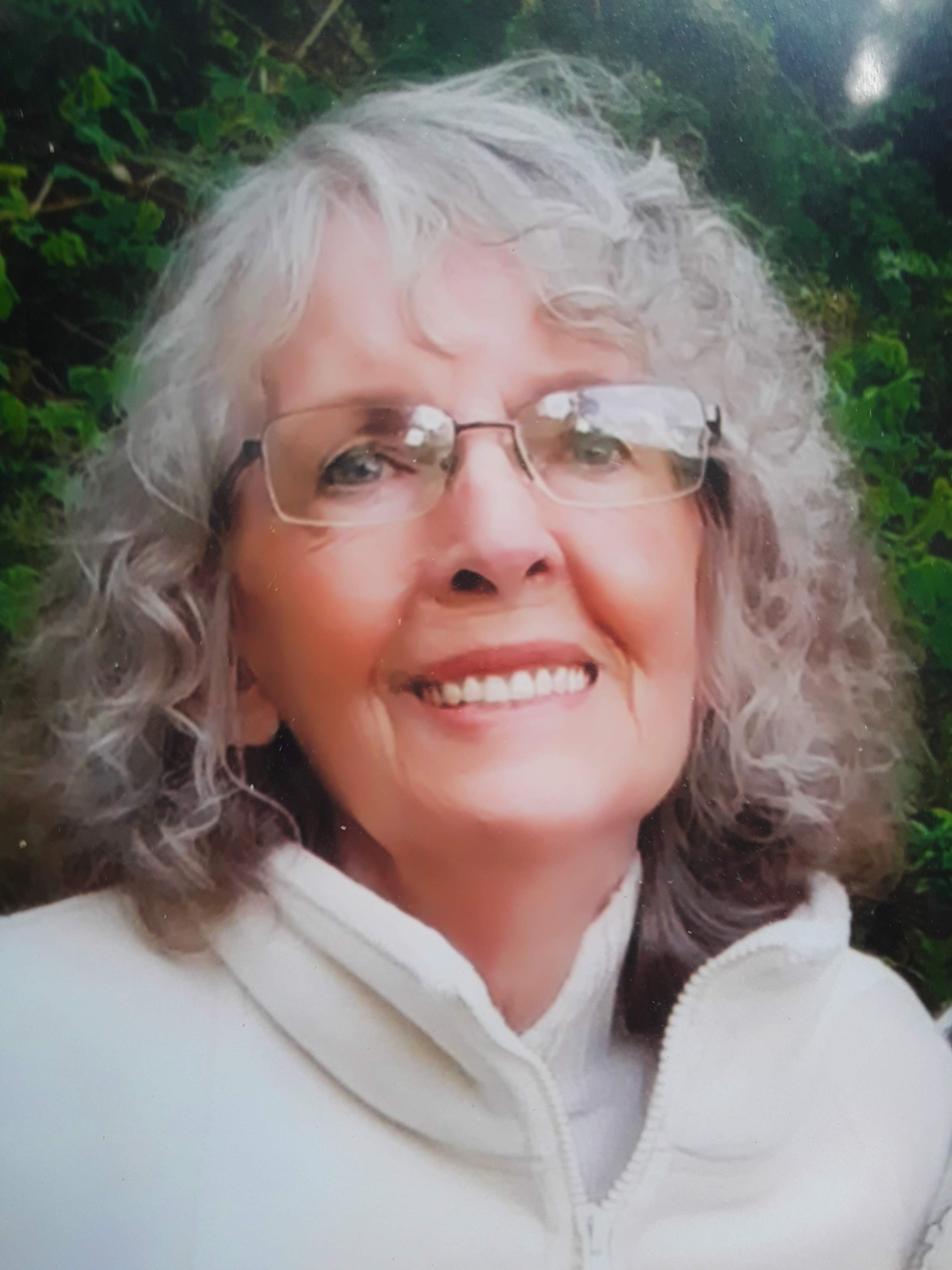
Imagem de Diane Hoh.

Diane Hoh é uma autora de contos de terror para jovens e adultos. Ela cresceu em Warren, Pensilvânia, mas atualmente mora em Austin, Texas. Dentre suas inúmeras obras as mais famosas são os livros da série Nightmare Hall, no Brasil Casa do Pesadelo.

## Livros

### Casa do Pesadelo (Nightmare Hall): Publicados no Brasil pela editoraRocco
- 1. O Grito Silencioso (The Silent Scream) (1993)
- 2. A Verdade ou a Morte (Truth or Die) (1993)
- 3. Atração Fatal (Deadly Attraction) (1993)
- 4. A Sonâmbula (The Night Walker) (1994)
- 5. O Último Encontro (Last Date) (1994)
- 6. O Sussurro (The Whisperer) (1994)
- 7. Bela Gentileza (Pretty Please) (1994)
- 8. O Monstro (Monster) (1994)
- 9. A Iniciação (The Initiation) (1994)
- 10. O Livro dos Horrores (Book of Horrors)(1994)
- 11. Prisioneiras (Captives)(1995)
- 12. O Sequestro (Kidnapped) (1995)
- 13. O Boneco (The Dummy) (1995)
- 14. A Voz no Espelho (The Voice in the Mirror) (1995)
- 15. Lição de Morte (The Experiment) (1994)
- 16. Desejos Macabros (The Wish) (1993)

### Casa do Pesadelo (Nightmare Hall): Não Publicados no Brasil
- 1. O Companheiro de Quarto (The Roommate) (1993)
- 2. A Equipe do Pânico (The Scream Team) (1993)
- 3. O Culpado (Guilty, não publicado no Brasil) (1993)
- 4. Visões de Morte (Deadly Visions) (1995)
- 5. Irmã do Grêmio (Sorority Sister) (1994)
- 6. Ganhar, Perder ou Morrer (Win, Lose or Die) (1994)
- 7. O Caixão (The Coffin) (1995)
- 8. O Corpo do Estudante (Student Body) (1995)
- 9. O Beijo do Vampiro (The Vampire's Kiss0 (1995)
- 10. Lua Negra (Dark Moon) (1995)
- 11. A Motocicleta (The Biker) (1995)
- 12. Revanche (Revenge) (1995)
- 13. Último Suspiro (Last Breath) (1994)

### Série: Med Center
Med Center
- 1. Virus (1996)
- 2. Fire (1996)
- 3. Blast (1996)
- 4. Blizzard (1996)
- 5. Poison (1997)
- 6. Flood (1996)
- 7. Virus / Flood (omnibus) (2005)

Não publicados no Brasil.

### Novelas
- Brians Girl (1985)
- Loving That O'Connor Boy (1985)
- Slow Dance (1989)
- Funhouse (1990)
- The Invitation (1991)
- The Accident (1991)
- R. S. V. P. Or Die (1991)
- The Fever (1992)
- The Train (1992)
- Blindfold (1997)
- Don't Let Me Die! (1998)
- Titanic: The Long Night (1998)
- Remembering the Titanic (1998)
- Blindfolded (1999)

Não publicados no Brasil.